# Huis Triest
Het Huis Triest (ook: Altenbourgh) was een kasteel in het Nederlandse dorp Vlodrop, provincie Limburg.

## Geschiedenis
In 1387 was Seger van Betgenhausen eigenaar van het allodiale goed Triest. Zijn dochter Heilwich trouwde met een telg uit het geslacht Van Broekhuizen, waardoor Triest in handen van deze familie terecht kwam. In de 15e eeuw raakte het goed verdeeld tussen de broers Johan en Gerard van Broekhuizen, en rond 1480 zag Gerard van Broekhuizen zich door financiële problemen genoodzaakt zijn helft af te staan aan het Sint-Sylvesteraltaar van de Roermondse Heilige Geestkerk.
Via vererving in vrouwelijke lijn kwam Triest bij diverse families terecht. In 1560 wist Otto van Galen de beide helften van Triest weer samen te voegen tot één goed door het deel van de Heilige Geestkerk aan te kopen. In 1604 deed Otto een poging om het lidmaatschap van de ridderschap van het Gelderse Overkwartier te verkrijgen, omdat volgens hem het Huis Triest in het verleden riddermatig was gebleken. Hij kon echter geen bewijzen overleggen en kreeg dus geen toegang tot de ridderschap.
In 1646 werden het huis en de hoeve geplunderd door afgedankte soldaten uit Lotharingen.
In de 17e eeuw geraakte de familie Van Galen in de schulden. Dit dwong hen om in 1682 het Huis Triest te verkopen aan advocaat Gerard van Pallandt. Zijn zoon Theodorus Henricus probeerde het in 1736 te verkopen aan een Luxemburgse baron, maar die bleek een oplichter te zijn en kon het huis helemaal niet betalen. Acht jaar later kon Theodorus Henricus het alsnog verkopen aan de weduwe Maria Sibilla von Bottenbeck. Haar zoon Leopold Johan Adolf van Olmussen genaamd Mulstroe nam het huis van haar over.
In 1841 was het huis in eigendom van Emmanuel Joseph baron Raitz von Frentz. Deze familie verbleef niet op Huis Triest, maar bewoonde het kasteel Kellerberg bij het Duitse Jülich.
Het Huis Triest had te lijden van de naastgelegen Roer, die regelmatig overstroomde. In 1874 werd daarom ten zuidoosten van het Huis Triest, op een afstand van 400 meter, een nieuwe hoeve gebouwd. De laatste resten van het kasteel werden rond 1918 afgebroken.

## Beschrijving
De oorsprong van het Huis Triest ligt in de 14e eeuw, maar het is niet bekend wanneer het kasteel daadwerkelijk is gebouwd. Vanwege de poging door Otto van Galen in 1604 om lid te worden van de ridderschap, moet er vóór die tijd in ieder geval sprake zijn geweest van een kasteel of adellijk huis.
Het omgrachte kasteelterrein had een rechthoekige opzet van 80 bij 130 meter. De noordzijde van het huis bestond uit een hoeve, de oost- en zuidzijde uit het herenhuis. Een toegangspoort op de noordoosthoek gaf toegang tot het kasteel. Aan de zuidzijde van het huis lag een siertuin.
Bij de afbraak van de laatste restanten rond 1918 zou het gaan om twee torens, enkele muren en een brug.
De nieuwe hoeve die in 1874 was gebouwd, werd tijdens de Tweede Wereldoorlog ernstig beschadigd en moest nadien vrijwel geheel nieuw worden opgebouwd.
Aerwinkel · Kasteel Afferden · Aldt Huys · Aldenborgh · Kasteel Aldenghoor · Aldenhoven · Alte Burg · Kasteel Amstenrade · Slot Annendael · Kasteel Arcen · Baersdonck · Bakvliet · Baronsberg · Baxhof · Beegden ·  Benzenrade · Kasteel De Berckt · Kasteel Bethlehem · Beusdaelshof · Binsfeld · Huis Blankenberg · Kasteel Bleijenbeek · Blitterswijck · Boerlo · Bolberg · Bollenberg · Kasteel De Bongard · Borggraaf · Kasteel d'Erp · Kasteel Borggraaf · Kasteel Borgharen · Kasteel Born · Huis Bree · Breust · Kasteel Broekhuizen · Broekhuizen · Gracht Burggraaf · Kasteel De Burght · Kasteel Cartils · Cloppenburg (Oost-Maarland) · Kasteel Cortenbach · Huis De Dael · Dammerscheid · Kasteel De Bockenhof · De Donck (Sevenum) · De Donck (Swolgen) · De Dorth ·  Huis ten Dijcken · Kasteel Doenrade · De Doom · Douve · Douvenrade · De Dries · Kasteel Erenstein · Kasteel Eijsden · Eijsden · Einrade · Kasteel Elsloo · Ensenbroek · Eperhuis · Etzenraderhuuske · Exaten · Kasteel Eijckholt · Kasteel Eyckholt · Eys · Gastendonck · Kasteel Genbroek · Gebroken Slot · Kasteel Geijsteren · Kasteel Op Genhoes · Kasteel Genhoes · Genneperhuis · Kasteel Het Geudje · Kasteel Geulle · Kasteel Geusselt · Geijsteren · Gen Heck · Ghoor · Kasteel Goedenraad · Kasteel Grasbroek · Kasteel Groenendaal · Groethof · Groot Paarlo · Kasteel van Gronsveld · De Gun ·Kasteel Haeren · Kasteel Den Halder · Heerlaer · Heeze · Heijen · 's-Herenanstel · Kasteel Hillenraad · Kasteel Hoensbroek · Hoenshuis · Holstrate · Holtmühle · Huize Holtum · Kasteel Horn · De Horst · Huys ter Horst · Ten Hove (Grathem) · Ten Hove (Panningen) · Huis Brias · Huis Darth ·  Kasteel Hurpesch · Kasteel Sint-Jansgeleen · Kasteel Jerusalem · Kasteel Kaldenbroek · Den Kamp · Kasteel Karsveld · Kasteel Keverberg · Klein Paarlo · Klimmender Huuske · De Kolck · Koppelberg · Laar · Landsfort · Kasteel Lemiers · Kasteelruïne Lichtenberg · Kasteel Limbricht · Lonesteyn · Huize Lovendael · Mazenburg · Kasteel van Meerlo · Kasteel Meerssenhoven · Meezenbroek · Kasteel van Mheer · Middelaar · Kasteel Millen · Kasteel Montfort · Movert · Mulrode · De Munt · Château Neercanne · Kasteel Neubourg · Nienghoor · Huis Nierhoven · Kasteel Nieuwenbroeck · Nije Huys · Kasteel Nijenborgh · Kasteel Nijswiller · Nijthuysen · Kasteel Obbicht · Oedenrade · Kasteel Ooijen · Kasteel Oost (Valkenburg) · Kasteel Oost (Oost-Maarland) · Kasteel Ouborg · Overen · Kasteel Passarts-Nieuwenhagen · Prickenis · Prinsenhof · Puth · De Putting · Raath · De Raay · Ravenhof · Kasteel Reijmersbeek · Kasteel van Rijckholt · Kasteel Rivieren · Rodenbroek · Rosendaal · Kasteel Schaesberg · Kasteel Schaloen · Te Scharen · Schenkenburg · Kasteel Scheres · De Spijker (Geijsteren) · De Spijker (Leeuwen) · Huis Severen · Sibberhuuske · Château St. Gerlach · Spraland · Huis De Spyker · Huize Stalberg · Stalberg (Wellerlooi) · De Steeg · Kasteel Stein · Steinhagen · Steenen Huis · Stoel van Swentibold · Strijthagen (Landgraaf) · Strijthagen (Welten) · Struyver · Kasteel Terborgh · Terlinden (Wijnandsrade) · Terveurdt · Ter Weyer · Kasteel Ter Worm · De Tombe · Huis De Torentjes · Triest · Trippaert · Kasteel Vaalsbroek · Kasteel Vaeshartelt · Valkenburg · Vliek · De Vroenhof · Vrijburg · Kasteel Wambach · Warenberg · Well · Weyershof ·  Wijlre · Kasteel Wijnandsrade · Wijnandsrade · Wijnantshof · Wissegracht · Huize Witham · Kasteel Wittem · Wolfrath · Wylre